# 다케사토촌 (사이타마현)
다케사토촌(武里村)은 사이타마현의 남동부, 미나미사이타마군에 속했던 촌이다. 

## 역사
- 1889년 4월 1일 - 정촌제 시행에 의해 미나미사이타마군 다케사토촌이 성립하였다.
- 1954년 7월 1일 - 미나미사이타마군 가스카베정, 도요하루촌, 기타카쓰시카군 고마쓰촌, 도요노촌과 합병해 가스카베시가 되어, 다케사토촌은 가스카베시의 지역이 되었다.

## 교통

### 철도
- 도부철도
  - 이세사키선

## 참고문헌
- 「角川日本地名大辞典」編纂委員会『角川日本地名大辞典 11 埼玉県』角川書店、1980年7月8日。ISBN 4040011104。